# Ротенберг (Оденвальд)
Ротенберг (нем. Rothenberg) — община в Германии, в земле Гессен. Подчиняется административному округу Дармштадт. Входит в состав района Оденвальд. Население составляет 2 382 человека (на 31 декабря 2010 года)Занимает площадь 30,48 км².